# Кухаренко, Николай Иванович
Николай Иванович Кухаренко (9 мая 1915 — 12 августа 2009) — командир танкового взвода 38-й гвардейской танковой бригады 19-й армии Карельского фронта, гвардии лейтенант.

## Биография
Родился 9 мая 1915 года на хуторе Анна-Николаевка Екатеринославской губернии (ныне — Александровский район Донецкой области). Работал формовщиком, шофёром на Краматорском металлургическом заводе.
Призван в ряды Красной Армии в 1937 году. Действительную военную службу проходил в танковых войсках, был механиком-водителем танка. Вторично призван в Красную Армию в июне 1941 года. С мая 1942 года на фронте. В 1942—1944 годах служил в 38-й гвардейской отдельной танковой бригаде.
Особо отличился при наступлении войск 19-й армии на Кандалакшском направлении в сентябре 1944 года. 24 марта 1945 года за образцовое выполнение боевых заданий командования и проявленные при этом мужество и героизм гвардии лейтенанту Кухаренко Николаю Ивановичу присвоено звание Героя Советского Союза с вручением ордена Ленина и медали «Золотая Звезда».
24 июня 1945 года участвовал в Параде Победы на Красной Площади в Москве. С 1959 года гвардии майор Кухаренко — в запасе. Жил в городе Виноградов Закарпатской области. Умер 12 августа 2009 года.

## Награды
- Герой Советского Союза (№ 7365, 24 марта 1945[1]);
- орден Ленина (24 марта 1945);
- орден Красного Знамени (21 апреля 1945[2]);
- орден Александра Невского (18 мая 1945[3]);
- орден Отечественной войны I степени (06 апреля 1985[4]);
- медали;
- орден Богдана Хмельницкого II степени (30 апреля 2005[5]).